# Ferula negevensis
Ferula negevensis là một loài thực vật có hoa trong họ Hoa tán. Loài này được Zohary mô tả khoa học đầu tiên năm 1972.